# Ryan Hoyt
Ryan Hoyt (nacido el 10 de agosto de 1979) era un asociado de Jesse James Hollywood y fue condenado por el asesinato de Nicholas Markowitz el 9 de agosto de 2000. Según informes, le debía dinero a Hollywood por las drogas y se le ofreció la oportunidad de matar a Markowitz como una forma de borrar su deuda.
Durante su juicio, Hoyt tomó la posición y le dijo a la corte que no recordaba haber confesado matar a Markowitz. En noviembre de 2001, Hoyt fue condenado por homicidio en primer grado y condenado a muerte. Actualmente se encuentra en el corredor de la muerte en la prisión del estado de San Quintín en California. 
En enero de 2024 su sentencia fue conmutada por cadena perpetua sin libertad condicional. 
En la película Alpha Dog, Hoyt es retratado como el personaje Elvis Schmidt por el actor Shawn Hatosy.
- Datos: Q7384159